# Sceliphron seistaniensis
Sceliphron seistaniensis là một loài côn trùng cánh màng trong họ Sphecidae, thuộc chi Sceliphron. Loài này được Jha and Farooqi miêu tả khoa học đầu tiên năm 1995.